# Anophthalmus fabbrii
Anophthalmus fabbrii is een keversoort uit de familie van de loopkevers (Carabidae). De wetenschappelijke naam van de soort is voor het eerst geldig gepubliceerd in 1931 door J. Muller.